# کاروت
کاروت (به ارمنی: Քարուտ) یک منطقهٔ مسکونی در ارمنستان است که در گغی واقع شده‌است. کاروت در ۲۴ کیلومتری شمال‌غرب کاپان، مرکز استان سیونیک واقع شده‌است.

## خصوصیات
کاروت ۰ نفر جمعیت دارد و در ارتفاع ۱۹۵۰ متر بالاتر از سطح دریا قرار گرفته‌است.